# Onze-Lieve-Vrouwekerk (Zandbergen)

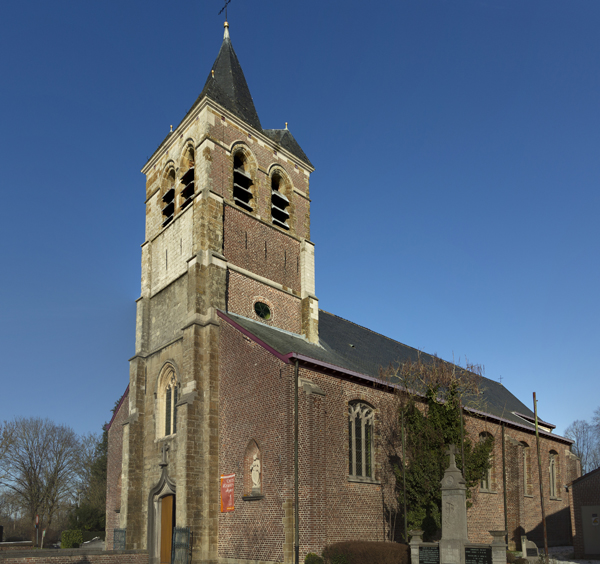
Onze-Lieve-Vrouwekerk

De Onze-Lieve-Vrouwekerk is de parochiekerk van de tot de Oost-Vlaamse gemeente Geraardsbergen behorende plaats Zandbergen, gelegen aan het Zandbergenplein.

## Geschiedenis
In 1256 was er al sprake van een lemen kapel waarvan het patronaatsrecht berustte bij het kapittel van Anderlecht. In dat jaar ging dit recht over naar de Abdij van Beaupré te Grimminge.
In 1578, tijdens de godsdiensttwisten, werd de kerk verwoest waarbij enkel de toren bleef gespaard. In 1640 was de kerk herbouwd. In 1728 begon men met de verbouwing van de kerk. In 1777 werd de kerk opnieuw ingewijd nadat het schip was vergroot, een nieuw koor was gebouwd en de toren was hersteld. In de 1e helft van de 19e eeuw werden de zijbeuken verlaagd.
De kerk wordt omringd door een kerkhof.

## Gebouw
Het betreft een driebeukig kerkgebouw met ingebouwde westtoren. Deze toren, waarvan de oudste delen teruggaan tot de 13e eeuw, was eertijds een vieringtoren. Onder meer in 1711 en 1848 werden er wijzigingen aangebracht, onder meer aan het toegangsportaal. Het koor en het schip ogen 19e-eeuws, maar de onderbouw is deels 18e-eeuws. De kerk is gebouwd in baksteen met gebruik van zandsteen voor hoekblokken en dergelijke,

## Interieur
Het stenen doopvont is 17e-eeuws. Er is een 16e-eeuws renaissancepaneel met het wapenschild van het Huis Lalaing. Ook uit de 16e eeuw is een grafmonument voor Veregilius van Edingen.
Er is een 18e-eeuws gepolychromeerd houten beeld van Sint-Lambertus. Ook uit de 18e eeuw is de lambrisering, het tochtportaal, en een viertal biechtstoelen in barokstijl. Het orgel, uit de 1e helft van de 19e eeuw, werd gebouwd door Jean-Joseph Delhaye.